# Вільчево (Підляське воєводство)
Вільчево (пол. Wilczewo) — село в Польщі, у гміні Стависьки Кольненського повіту Підляського воєводства.
Населення — 96 осіб (2011).
У 1975-1998 роках село належало до Ломжинського воєводства.

## Демографія
Демографічна структура станом на 31 березня 2011 року:
|          | Загалом | Допрацездатний вік | Працездатний вік | Постпрацездатний вік |
| -------- | ------- | ------------------ | ---------------- | -------------------- |
| Чоловіки | 51      | 13                 | 30               | 8                    |
| Жінки    | 45      | 10                 | 27               | 8                    |
| Разом    | 96      | 23                 | 57               | 16                   |